# Bahani
Bahani är en ort i Komorerna.   Den ligger i distriktet Grande Comore, i den nordvästra delen av landet, 8 km norr om huvudstaden Moroni. Bahani ligger 350 meter över havet och antalet invånare är 1 272. Den ligger på ön Grande Comore.
Terrängen runt Bahani är varierad. Havet är nära Bahani västerut. Runt Bahani är det tätbefolkat, med 411 invånare per kvadratkilometer. Närmaste större samhälle är Moroni, 7,6 km söder om Bahani. Omgivningarna runt Bahani är en mosaik av jordbruksmark och naturlig växtlighet.